# Coldcut
I Coldcut sono un gruppo musicale britannico di musica elettronica.
Considerati coloro che "rinnovarono la figura del dj trasformandolo in uno scultore di suoni", i Coldcut sono reputati fra i musicisti più influenti nell'ambito dell'elettronica, solita sfruttare suoni preesistenti. Sono inoltre riconosciuti come fondatori dell'etichetta indipendente Ninja Tune.
Oltre a sfruttare sovente i campionamenti, il loro stile risente dell'influenza di generi quali breakbeat, funk e techno.

## Storia
Dopo aver lavorato per un'emittente radio pirata durante la prima metà degli anni ottanta, l'ex insegnante d'arte Matt Black e il programmatore di computer Jonathan More esordirono nel 1987 con l'EP Say Kids: What Time Is It?, la cui omonima traccia fu la prima interamente costruita sui campionamenti da parte di un gruppo britannico. Nello stesso anno venne pubblicato un remix di Paid In Full di Eric B. & Rakim, che divenne uno dei singoli più venduti nel Regno Unito durante il mese di novembre. In seguito all'uscita dei singoli Doctorin the House (1988) e People Hold On (1989), al quale parteciparono rispettivamente Yazz e Lisa Stansfield, il duo pubblicò nel 1996 70 Minutes of Madness, un DJ mix che molti considerano il migliore in assoluto, e durante l'anno seguente Let Us Play!, uno dei loro album in studio più celebri.
Durante la loro carriera i Coldcut hanno inoltre realizzato opere audiovisive, partecipato al programma radiofonico Solid Steel, nel quale si cimentarono nella realizzazione di lunghi mix musicali, e avviato i side project DJ Food, Hedfunk e Hex.

## Stile musicale
Innovatori del genere dance, i Coldcut hanno focalizzato la loro arte sui campionamenti che adattarono ai ritmi del breakbeat. Seguono l'estetica del primo hip hop e del punk, mentre durante i primi anni novanta, in concomitanza con la fondazione della loro etichetta Ninja Tune e l'avviamento del progetto DJ Food, la loro musica si è affiancata al trip hop. Secondo le parole dei Coldcut, per comporre un loro brano bisogna "prendere un po' di vecchi dischi rari in disuso (...) e farli rivivere trasformandoli". Sono anche citati fra i protagonisti della musica house e vengono classificati fra i gruppi reggae, electronica, dub e progressive house. Se il primo album What's that Noise (1989) è stato uno dei primi dischi di musica house inglesi e Philosophy (1994) si attiene invece a un registro più pop, Let Us Play (1997) fonde drum and bass, funk, ambient, dub, jazz e musica etnica segnando un avvicinamento del gruppo al genere trip-hop e all'elettronica underground della Ninja Tune.

## Discografia

### Album
- 1989 - What's That Noise?
- 1990 - Some Like It Cold
- 1990 - Zen Brakes (attribuito a Bogus Order)
- 1993 - Philosophy
- 1997 - Let Us Play!
- 1999 - Let Us Replay! (album di remix)
- 2002 - Cold-Cut-Outs
- 2006 - Sound Mirrors
- 2017 - Outside the Echo Chamber

### Singoli
- 1987 - Say Kids, What Time Is it?
- 1987 - Beats & Pieces|Beats + Pieces (con Floormaster Squeeze)
- 1988 - Doctorin' the House (con Yazz & The Plastic Population)
- 1988 - Stop This Crazy Thing (con Junior Reid & The Ahead of Our Time Orchestra)
- 1989 - People Hold On (con Lisa Stansfield)
- 1989 - My Telephone
- 1989 - Coldcut's Christmas Break
- 1990 - Find a Way (con Queen Latifah)
- 1993 - Dreamer
- 1994 - Autumn Leaves
- 1997 - Atomic Moog 2000 / Boot the System
- 1997 - More Beats + Pieces
- 1998 - Timber (con gli Hexstatic)
- 2001 - Re:volution (con The Guilty Party)
- 2005 - Everything Is Under Control
- 2006 - Man in a Garage
- 2006 - True Skool (con Roots Manuva)
- 2008 - Walk a Mile in My Shoes (con Robert Owens)
- 2017 - Vitals (con Roots Manuva)

### Antologie e mix album
- 1996 - ColdKrushCuts — (con DJ Food e DJ Krush)
- 1996 - Journeys by DJ — 70 minutes of Madness
- 1997 - Coldcut & DJ Food Fight
- 2004 - People Hold On — The Best of Coldcut